# Сингаївка
Сингаї́вка — село в Україні, у Семенівській сільській територіальній громаді Бердичівського району Житомирської області. Населення становить 218 осіб (2001).

## Географія
У селі бере початок річка Сингаївка, ліва притока Гуйви.

## Населення
Згідно з переписом УРСР 1989 року чисельність наявного населення села становила 239 осіб, з яких 102 чоловіки та 137 жінок.
За переписом населення України 2001 року в селі мешкало 210 осіб.

### Мова
Розподіл населення за рідною мовою за даними перепису 2001 року:
| Мова       | Відсоток |
| ---------- | -------- |
| українська | 99,08 %  |
| російська  | 0,92 %   |

## Історія
У 1928—54 роках — адміністративний центр колишньої Сингаївської сільської ради Бердичівського району.

## Відомі люди
- Василь Мартинович Саган — офіцер Першого українського полку імені Богдана Хмельницького, загинув 17 січня 1918 року у боях проти більшовиків у Києві. Похований у Києві на Новому братському кладовищі на Звіринці (могила знищена у радянський час)[5].